# Vanja Marković
Vanja Marković (in serbo Вања Марковић?; Belgrado, 20 giugno 1994) è un calciatore serbo, centrocampista svincolato.

## Biografia
Ha un fratello gemello, Ivan, anch'egli calciatore.

## Carriera

### Club
Il 24 agosto 2017 viene acquistato a titolo definitivo dalla squadra macedone del Vardar.